# Oldřich Vaverka
Oldřich Vaverka (5. června 1921 Lukovany – ?) byl český a československý politik Komunistické strany Československa, poúnorový poslanec Národního shromáždění ČSR, Národního shromáždění ČSSR a Sněmovny lidu Federálního shromáždění a vrcholný představitel Brna (předseda městského národního výboru, pak primátor) v 60. a počátkem 70. let 20. století.

## Biografie
V letech 1941–1963 pracoval v Závodech Jana Švermy v Brně. V letech 1963–1969 působil na postu předsedy Městského národního výboru Brna a pak od února 1969 do února 1971 jako první primátor Brna. Ve funkci nejvyššího představitele tohoto města dokázal zajistit dokončení výstavby sídliště Staré Brno-jih a sídliště Lesná. V Brně tehdy také vyrostla provozní budova družstva VKUS ve Veselé ulici, výškové kancelářské budovy v ulici Šumavská, pavilony P a R na brněnském výstavišti či stomatologická klinika v Janouškově ulici. Byla provedena přestavba cyklistického stadiónu v Pisárkách a rekonstrukce koryta Ponávky a pobřežních regulačních zdí u řeky Svratky.
K roku 1954 se profesně uvádí jako hlavní mechanik Závodů Jana Švermy v Brně. Ve volbách roku 1954 byl zvolen za KSČ do Národního shromáždění ve volebním obvodu Brno-město II. Mandát obhájil ve volbách v roce 1960 (nyní již jako poslanec Národního shromáždění ČSSR za Jihomoravský kraj) a ve volbách v roce 1964. V Národním shromáždění zasedal až do konce jeho funkčního období v roce 1968.
Po federalizaci Československa usedl roku 1969 do Sněmovny lidu Federálního shromáždění, kde setrval do konce volebního období, tedy do voleb v roce 1971.